# Leptactina pynaertii
Leptactina pynaertii är en måreväxtart som beskrevs av De Wild.. Leptactina pynaertii ingår i släktet Leptactina och familjen måreväxter. Inga underarter finns listade i Catalogue of Life.